# Crkve u Napulju
Kršćanstvo i religija općenito oduvijek su bili važan dio društvenog i kulturnog života Napulja. To je sjedište Napuljske nadbiskupije, a katolička vjera je vrlo važna za stanovnike Napulja i postoje stotine povijesnih crkava u gradu (oko pet stotina, ukupno 1000). Katedrala u Napulju je najvažnije mjesto štovanja u gradu, svake godine 19. rujna u njoj se održava Čudo svetog Januarija, zaštitnika grada. U čudu kojem tisuće Napolitanaca hrle svjedočiti, kaže se da se osušena Januariusova krv pretvara u tekuću kada se približi relikvijama za koje se kaže da pripadaju njegovom tijelu: ovo je jedna od najvažnijih tradicija za Napuljce.

## Crkve i njihovi stilovi
Katedrala San Gennaro (Sveti Januarius), sagrađena je pod pokroviteljstvom Karla Anžuvinskog 1272. godine, na mjestu drevne katedrale Stefania iz 8. stoljeća, a dovršena 1341. godine, djelo Nicolò Pisana, Maglionea i Masuccia. Crkva je u gotičkom stilu s tri broda; pročelje, izmijenjeno restauracijom 1788., vraćeno je u izvorni stil; njegova glavna vrata djelo su Babuccia Piferna (1407.), dok se za kapelu San Restituta kaže da potječe iz vremena Konstantina. Četrnaest pilastara ukrašeno je poprsjima slavnih napuljskih nadbiskupa. U kripti, koju je sagradio Malvito po nalogu nadbiskupa Carafe, časti se tijelo svetog Januarija, koje je tamo odneseno iz Monteverginea 1479. Od bočnih kapela najznamenitija je ona Riznice; ondje se čuvaju glava sv. Januarija i ampula u kojoj je krv mučenika. Katedrala sadrži veličanstvene grobnice Inocenta IV i kardinala Minutolija. drugi, djelo Girolama d'Auria ; također, vrijedne freske iz 13. stoljeća Santafedea, Vincenza Fortija, Luce Giordana i drugih, te slike Giovannija di Nole, Franca, Perugina i Domenichina. Među ostalim crkvama su crkva Sant Agostino alla Zecca, koja ima propovjedaonicu iz 15. stoljeća, skulpture Vincenta d'Angela i Giovannija da Nole, te sliku Diane (Pričest sv. Augustina).
Crkva Santi Apostoli dovršena je 1608.; u njemu se nalaze djela Giordana, Marca da Siene, Bonominija i Dolcija, a tabernakul glavnog oltara djelo je Caugiana.
Crkva San Domenico Maggiore, koja datira iz 1255. godine, obiluje slikama, mozaicima i grobovima, au drevnom samostanu koji je povezan s ovom crkvom nalazi se ćelija San Thomas Aquinas.
Crkva Donna Regina koju je sagradila Marija Ugarska 1300. godine, a obnovio Theatine Guarino 1670. godine, sadrži vrijedne slike i freske, a također i grob utemeljiteljice.
Crkva San Filippo Neri, u baroknom stilu, Dionisio di Bartolomeo (1592.), sadrži kipove Sammartina, a i crkva i sakristija imaju vrlo vrijedne slike Luce Giordana, Camilla Guerre, Guida Renija, Polidora da Caravaggia, Spagnoletta i drugi.
Crkva San Francesco di Paola (1817.) neoklasicistička je imitacija Panteona, s dva krila koja imaju trijemove, ukrašena je slikama iz 19. stoljeća.
Bazilika San Giacomo degli Spagnoli (1540.) uređena je u renesansnom stilu.
Crkva San Giovanni a Carbonara (1343.) sadrži mauzoleje napuljskog kralja Ladislava i policajca Sergiannija Caracciola te slike poznatih umjetnika.
Crkva Santa Barbare, djelo Giuliana da Maianoa, ima prekrasan reljef Madone s anđelima iznad glavnog ulaza i još jedan fini reljef unutar građevine; Uz crkvu je ćelija u kojoj živi sveti Franjo Paulski.
Crkva Santa Chiara (1310.), obnovljena 1752., sadrži mauzoleje Roberta Mudrog i drugih osoba, kao i slike Lanfranca, Giotta i drugih umjetnika.
Crkva Santa Maria del Carmine, izgrađena u 13. stoljeću i obnovljena 1769., sadrži grobnicu Konradina i kip (1847.) tragičnog mladog srednjovjekovnog kralja koji je dizajnirao neoklasični kipar Thorvaldsen, a naručio tadašnji prijestolonasljednik, Bavarski Maksimilijan II.
Crkva sv. Marije od Piedigrotta, gdje se svake godine, oko rujna, slave pučki blagdani.
Crkva Sv. Ana od Langobarda Monte Oliveto (1411.) sadrži mnoga umjetnička djela, a također i grobnicu arhitekta Carla Fontane.
Crkva San Pietro ad Aram, nazvana tako jer sadrži oltar na kojem je Sveti Petar navodno služio misu. Crkva Santa Maria del Parto, koju je sagradio pjesnik Sannazaro, sadrži mauzolej svog utemeljitelja, djelo fra Giovannija Montorsolija
Crkva San Paolo Maggiore, izgrađena na ruševinama antičkog hrama Kastora i Poluksa, prema nacrtima Theatina Francesca Grimaldija; crkva sv. Severina i Sosija, koja je vrlo stara, obnovljena je 1490. i 1609. godine. Prilikom oslikavanja svoda ovoga hrama, umjetnik Correnzio, padajući sa skele, poginuo je i leži zakopan na mjestu pada; i drugi su umjetnici ukrasili ovu crkvu lijepim djelima.
Crkva Presvetog Trojstva, ili novi Gesù Nuovo, drevna palača koju je isusovac Provedo preuredio u crkvu (1584.). Treba, međutim, spomenuti katakombe, u blizini crkve San Gennaro degli Poveri, poznate u 2. stoljeću, i novo groblje, bogato umjetničkim spomenicima, među kojima su Pietà by Calì u kapeli, i kip Religije Tita Angelinija.

## Neke crkve u Napulju
- Certosa di San Martino
- Napuljska katedrala
- San Francesco di Paola
- Gesù Nuovo
- Girolamini
- San Domenico Maggiore
- Sant'Angelo a Segno
- Santa Chiara
- San Paolo Maggiore
- Santa Maria della Sanità
- Santa Maria del Carmine
- Sant'Agostino alla Zecca
- Madre del Buon Consiglio
- Santa Maria Donnaregina Nuova
- San Lorenzo Maggiore
- Santa Maria Donna Regina Vecchia
- Santa Caterina a Formiello
- Santissima Annunziata Maggiore
- San Gregorio Armeno
- San Giovanni a Carbonara
- Santa Maria La Nova
- Sant'Anna dei Lombardi
- Sant'Eligio Maggiore
- Santa Restituta
- Kapela Sansevero
- San Pietro a Majella
- San Gennaro extra Moenia
- San Ferdinando
- Pio Monte della Misericordia
- Santa Maria di Montesanto
- Sant'Antonio Abate
- Santa Caterina a Chiaia
- Santissima Trinità alla Cesarea
- Tornjevi Napulja
- San Pietro Martire
- Pustinja Camaldoli
- Nadbiskupska palača
- Groblje Fontanelle
- Santa Maria Avvocata